# Aprígio Lyrio
Aprígio Gomes Lyrio, (Vitória, ES, 1950 - 1983), mais conhecido como Aprígio Lyrio, foi um cantor, compositor e ensaísta de música brasileiro. Ex-integrante da Banda Os Mamíferos (1960-1970).

## O Long Play (póstumo)
Em 1986, Aprígio Lyrio ganhou postumamente o Long Play (LP), intitulado Agite antes de usar, organizado por sua amiga e parceira de vida e arte, a cantora de jazz capixaba Ester Mazzi. O LP foi patrocinado pelo Departamento Estadual de Cultural (DEC), hoje Secretaria Estadual de Cultura (Secult/ES), e teve a participação de canções registradas ao longo das apresentações do artista por diversos shows, como os realizados no Teatro Carlos Gomes (ES) e no Teatro Opinião (Rio de Janeiro). As canções que constam no LP possuem quase todas a participação dos músicos Afonso Abreu (baixo elétrico), Arlindo Castro (violão e flauta), Mário Ruy (guitarra) e Antônio Grijó (bateria), todos integrantes do grupo Mistura Fina e Os Mamíferos, além de artistas como Sérgio Régis. As canções que estão no LP São:
- Agite antes de Usar (Aprígio Lyrio / Mário Ruy / Sérgio), gravação do show Cenas do Rock - 1976
- Molambo (Jayne Florence / Augusto Mesquita) - Gravação do show Teatro Opinião-RS - 1978
- Corda Bamba (Aprígio Lyrio / Sérgio Régis) - Gravação do show Adeus 75. Acompanhamento do Grupo Mistura Fina - 1975
- They Can´t Take That From Me (George Gershwin) - Gravação do Show no Teatro Opinião-RJ - 1978
- El Gran Circo Argentino (Afonso Abreu / Mário Ruy / Arlindo Castro) - Gravação do show Cenas do Rock - 1976
- Boas Festas (Assis Valente) - Gravação do show Adeus 75 - 1975
- Até o Fim (Lennon & McCartney) - Versão Lilian Knap - Gravado no estúdio Publimax, em Vitória - 1970
- Demais (Tom Jobim & Aloísio do Oliveira) - Gravação do show Carmélia por Amor - 1975
- Barquinho (Antônio Carlos Jobim e Dolores Duran) - Gravação do show Carmélia por Amor - 1975
- Solo Negro (Caetano Veloso) - Gravação doméstica - Violão: Ester Mazzi; vocais Aprígio Lyrio e Alberto Palma Lima - 1982
- Samba do Orfeu (Luiz Bonfá & Antônio Maria) - Gravação do show Adeus 75; acompanhamento do grupo Mistura Fina - 1975

## Show Simplesmente Mercúrio Cromo
Um dos trabalhos mais importantes da carreira solo de Aprígio Lyrio foi o show Simplesmente Mercúrio Cromo, no Teatro Carlos Gomes (Vitória), nos dias 30 de abril e 1º de maio de 1976. Sentando em um banco, Aprígio interpreta diversas canções de autoria dos seus parceiros do grupo Mamíferos, além de músicas como A Felicidade, de Tom Jobim e Vinícius de Moraes), de Dalva de Oliveira, Buckman, João Donato, entre outros. O show Simplesmente Mercúrio Cromo aconteceu em uma quarta-feira, um pouco depois das 21h. Plateia lotada, Aprigio se apresentou para o publico capixaba anunciando sua carreira solo a partir dali. O show teve ainda a participação de Fred Breader, nos teclados e Ester Mazzi.

## Biografia
Filho de Dalva Lyrio (data de falecimento: 26/11/1996) e Aprígio Veira Gomes (ano de falecimento: 11/10/1975), Aprigio Lyrio nasceu na Santa Casa de Misericórdia, em Vitória/ES, em um domingo de Carnaval. Segundo filho de Dalva, o primeiro se chamava Marcus, Aprígio foi criado por uma família burguesa que integrava a tradicional família capixaba, como se chamava à época. Filho de um dos donos do jogo do bicho no Estado do Espírito Santo, em sociedade com o irmão de seu pai, chamado Anacleto. Em 1947, a atividade dos dois irmão havia sofrido um baque quando o presidente Eurico Gaspar Dutra decretou a proibição do jogo  e o fechamento dos cassinos. Mesmo assim o Cassino Vagalume, gerido pelo pai do artista, foi mantido em funcionamento até meados dos anos 1950. Antes de completar 18 anos, Aprígio frequentava a turma de intelectuais capixabas da época, envolvido diretamente no movimento de resistência cultural à ditadura militar que se concentrou em 1967, no Teatro Arena do Grupo Geração, que funcionou no antigo hotel Majestic, no centro da cidade  Vitória. O Teatro Arena do Grupo Geração concentrou a maior manifestação artística do Espírito Santo naqueles anos da ditadura militar. Embora o AI5 ainda não tivesse sido editado, a censura já era feita pela Polícia Federal sob orientação do Exército e SNI. Mas a época era de grandes sacadas nos textos para driblar os censores. A montagem do texto de Guarnieri e Augusto Boal, por Toninho Neves foi a forma encontrada de exaltar a liberdade, usando para isto a história do Zumbi dos Palmares. Aprígio não estava no elenco desta peça, mas participou das apresentações poéticas do paulista Lindolpho Bell, um nome que quase se destacou naquele período, interpretando os poemas de Maiakowiski. Além disso, eesta época, Aprigio Lyrio, ao mesmo tempo, participava dos shows dirigidos pela cronista Carmélia Maria de Souza, no Praia Tênis e no Iate Clube. Shows que reuniam Afonso Abreu, Marco Antônio Grijó, Mário Ruy, Gilberto Garcia, Jorge Seadi, e outros músicos capixabas. Era a turma que curtia bossa nova, jazz e rock, e começava a ouvir os experimentos de Beatles, Rolling, Jimi Hendrix, Janis Joplin. Nesses shows promovidos por Carmélia, Aprígio interpretava canções, como Dindi, Corcovaco, Meditação, sempre ao seu jeito, muitas vezes recitando versos para realçá-las.

## Festivais de música
Em 1968, as eliminatórias do I Festival Capixaba de MPB, promovido por Milson Henriques, foram realizadas no estúdio da TV Vitória, que funcionava na cobertura do Edifício Moysés - prédio em frente ao Correio, na Avenida Jerônimo Monteiro, então a única emissora local de televisão. Foram quatro eliminatórias em um mês. Numa delas, Aprígio interpretou Nuvens que Passeiam, dele e de Afonso Abreu, que acompanhou no baixo acústico com Marco Antônio Grijó, Mário Ruy, Gilberto Garcia, Jorge Seadi, e outros músicos capixabas. Era a turma que curtia bossa nova, jazz e rock, e começava a ouvir os experimentos na bateria e Jorginho no Piano. Em outra eliminatória ele havia classificado Meio Mastro, de Chico Lessa e Tina Tironi, que acabou campeã do I Festival. A finalíssima foi no Ginásio Wilson Freitas, com o mastro Lindolpho Gaya presidindo o juri, onde Rubinho Gomes despontava como crítico de música mais jovem do país. Na TV Tupi, Nelson Motta era o jurado jovem do Programa  Flávio Cavalcanti - mais Oswaldo Oleari, Odilia Pimentel e Gilberto Garcia como jurados. Aprígio Levou Meio Mastro ao primeiro lugar e foi escolhido como melhor intérprete. Foi em 1969, no II Festival Capixaba de Música Popular, também organizado por Milson Henriques, que Os Mamíferos estrearam. Eles fizeram um happening no auditório do Carmo, onde foram disputadas as eliminatórias, com Aprígio Lyrio vestindo uma mortalha e interpretando Cosmorama Total, de Chico Lessa e Ronaldo Alves. Afonso Abreu (baixo), Mário Ruy (guitarra), Arlindo Castro e Jack Palance (performances) também vestiam fantasias e eles mostraram total irreverência em relação ao júri e à plateia durante apresentação.

## Guarapastock
O Festival de Verão de Guarapari, em fevereiro de 1971, foi feito para o lançamento de Aprígio Lyrio e de Cris Portela (nome artístico de Cristiana Esteves), marcado para a terceira noite de shows das quatro previstas. Tanto, que, para acompanhá-los, foram contratadas duas bandas da vanguarda musical carioca naquela época, A bolha e o Soma. Os ensaios ocorreram em um sítio perto do local do festival, que acabou sendo um fracasso financeiro depois que o governo do ES suspendeu as cotas de patrocínio programadas e a Prefeitura de Guarapari assumiu os compromissos que viabilizaram o pagamento dos cachês, juntamente com o dinheiro arrecadado pela bilheteria. A apresentação de Aprígio e Cris acabou prejudicada pelo clima reinante e pelo racha na duração do evento, com o afastamento de Antônio Alaerte e Rubinho Gomes. A apresentação de Aprígio incluiu o sucesso Wild Thing (que havia sido consagrada por Jimi Hendrix e uma performance de A Bolha liderada por Renato Ladeira. Mas foi prejudicada como outras durante o festival em virtude do clima de repressão dirigido contra o publico: na véspera do primeiro dia, hippies que se dirigiam para Guarapari foram presos e conduzidos à divisa do Espírito Santo com o Rio de Janeiro. Centenas de policiais revistaram os acampamentos nas três praias onde acabou sendo preso o suiço Paul Dagen, distribuindo pontos de LSD, gratuitamente. O melhor show do Festival de Guarapari acabou sendo o de Milton Nascimento e Som Imaginário, no encerramento da primeira noite, quando eles apresentaram "Para Lennon e McCartney". Mas o que ficou para a história foi o voo de Toni Tornado sobre a plateia quando acabou ferindo uma estudante sobre a qual caiu. "I'm flying", disse Tornado repetidas vezes até voar mesmo a atingir a estudante na plateia. Ele estava no auge de sua apresentação do sucesso que o havia consagrado BR'3, acompanhado a Bruzaca, de Antônio Adolfo, no show de encerramento do Guarapastock. O festival entrou no clima do Woodstck e o projetado lançamento nacional de Aprigio Lyrio e Cris Portela naquele fevereiro de 1971 não ocorreu.

## Show Cenas do Rock
Depois do festival de Guarapari, Aprigio Lyrio voltou a morar no Rio de Janeiro, estudando música no Villa-Lobos e compondo, mas acavou regressando a Vitória em fevereiro de 1972, depois de uma curta temporada em Salvador, naquele verão que ficou conhecido como o da volta de Caetano Veloso e Gilberto Gil do exílio. Foi quando Aprigio participou de uma série de shows, como o Simplesmente Mercúrio Cromo, que lhe custou um inquérito na Polícia Federal. Depois vieram Adeus 75 e Cenas do Rock, o primeiro no réveillon de 1975 com outros artistas, e também para gravar a trilha sonora do filme Paraíso no Inferno, de Joel Barcellos, cantando um tema folclórico de Conceição da Barra, de autoria do lendário Pedro de Aurora, a canção Daqui a 200 anos. Além dessas atividades artísticas, Aprígio Lyrio trabalhou no Jornal A Gazeta, escrevendo ensaios críticos de música, no ano de 1975, ao lado do artista e jornalista Amylton de Almeida, que escrevia sobre cinema. Também participou do show Ponto de Encontro, no Teatro Carlos Gomes, em 1975.